# Evangelische Kirche Ohle

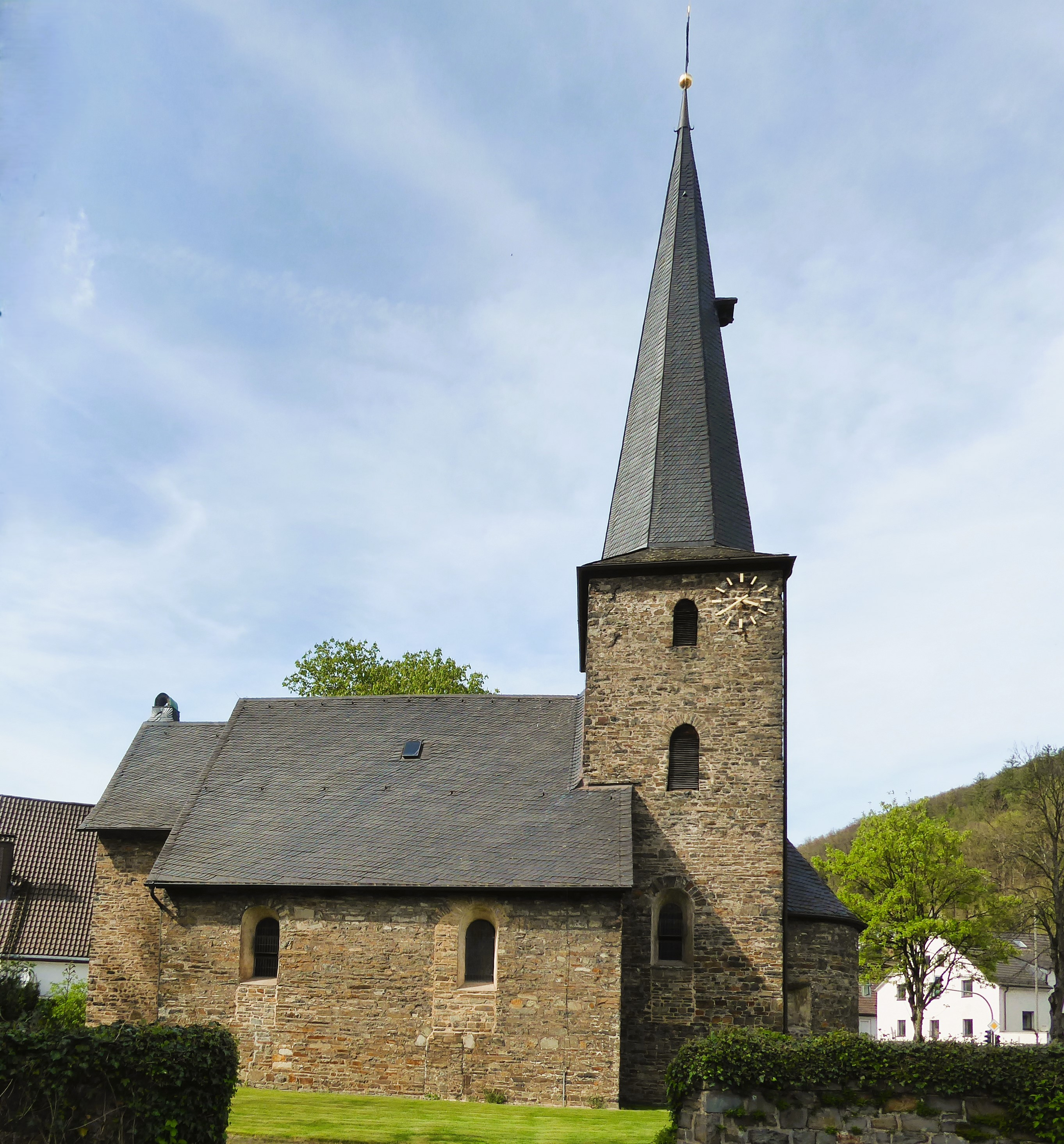
Evangelische Kirche Ohle, Ansicht von Süden

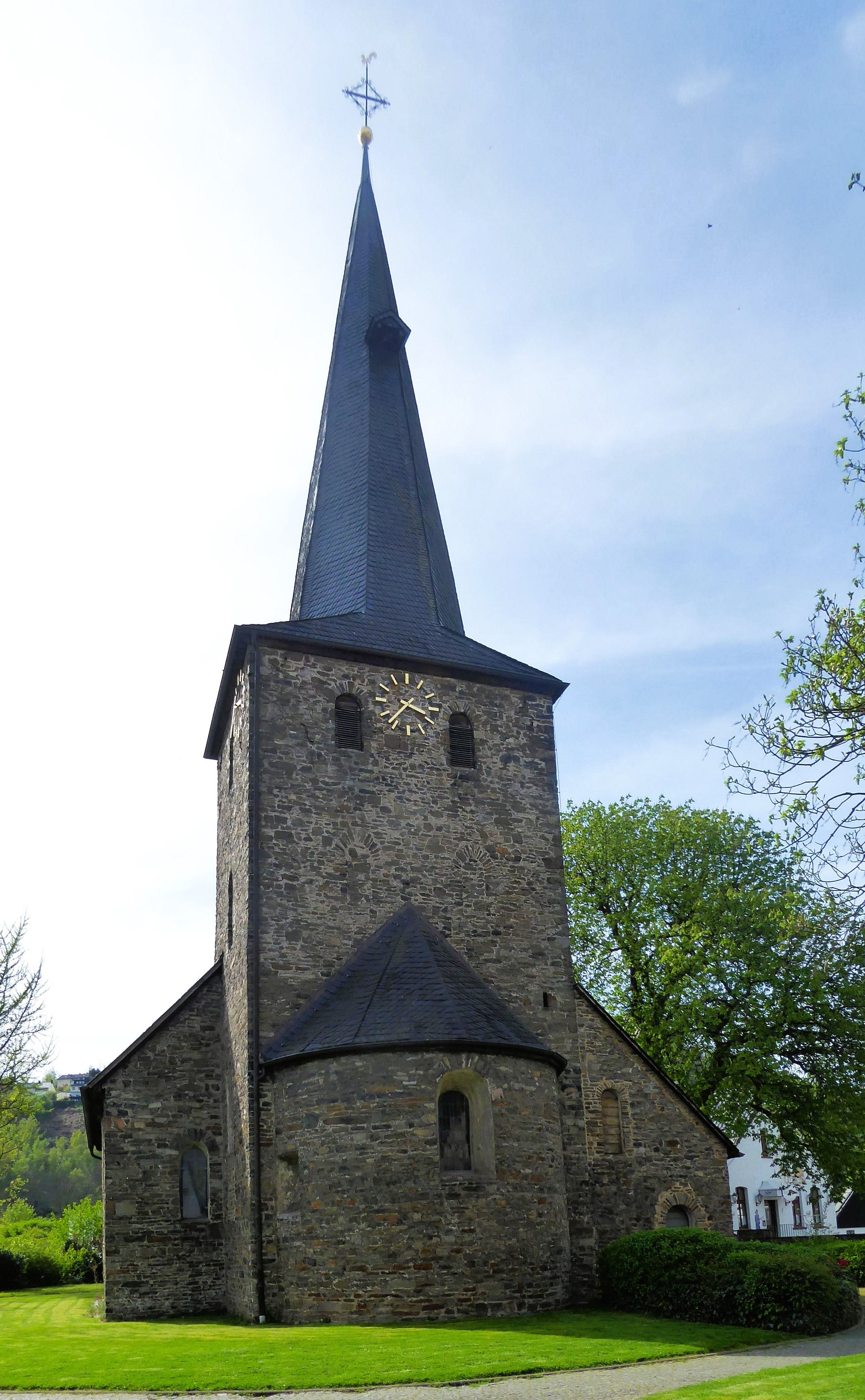
Chorturm und Apsis von Osten

Die evangelische Pfarrkirche ist ein denkmalgeschütztes Kirchengebäude in Ohle, einem Ortsteil von Plettenberg im Märkischen Kreis (Nordrhein-Westfalen). Die Gemeinde gehört zum Evangelischen Kirchenkreis Lüdenscheid-Plettenberg.

## Geschichte und Architektur

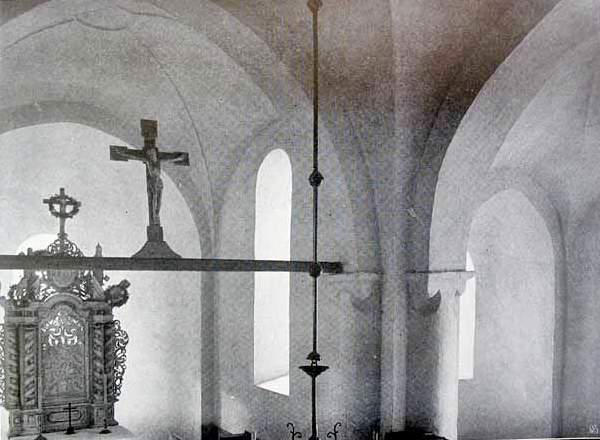
Innenraum 1909

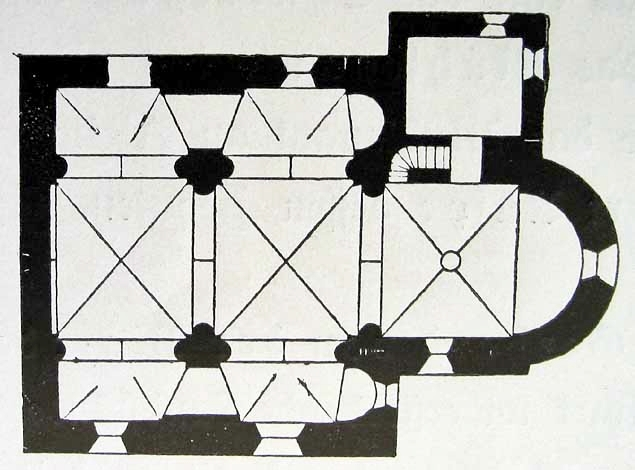
Grundriss der Kirche von 1905

Die Kirche, ein dreischiffiges, zweijochiges Langhaus, ist neben der Ludgeruskirche in Sendenhorst-Albersloh die einzige mittelalterliche Chorturmkirche in Westfalen. Ihre ältesten Bauteile entstammen einer Vorläuferkapelle aus der Zeit von 1050 bis 1100. Der kleine zweijochige Hallenbau auf fast quadratischem Grundriss, mit einem Turm über der Vierung des Chores und einer niedrigen Apsis, stammt aus der ersten Hälfte des 13. Jahrhunderts. Als Baumaterial diente der hier vorhandene Grauwacke-Bruchstein. Die Sakristei wurde 1653 angebaut; der Turmhelm wurde 1751 erneuert. Unter der Leitung von Ludwig Hofmann wurde von 1912 bis 1916 der Westbau angefügt.
Im 14. Jahrhundert wurde die Kirche von der Mutterkirche in Plettenberg abgepfarrt und war seitdem selbstständige Taufkirche.
Die 1391 urkundlich Kerke Tho Ole genannte Kirche war in vorreformatischer Zeit ein bekanntes Wallfahrtsziel. In einem Schrein im Chor befand sich der Kopf des Hl. Cornelius, der alljährlich am Corneliustag einer Prozession vorhergetragen wurde. Eine Sakristei wurde 1653 angefügt. Der Turm wurde 1751 um ein Stockwerk erhöht und um den achtseitigen Helm ergänzt. Von 1912 bis 1916 wurde der Bau nach Westen erweitert.
Im Inneren tragen quadratische Pfeiler mit drei Halbsäulenvorlagen und Knollenkapitellen, wie sie im Sauerland verbreitet sind, die Gewölbe. Die Gewölbegurte sind spitzbogig. Der Chor und das Mittelschiff sind kreuzgewölbt, die Seitenschiffe, die in kleinen Wandapsiden münden, sind einhüftig gewölbt. Die Farbfenster von 1916 sind wohl Arbeiten von Otto Linnemann.
Anfang des 20. Jahrhunderts wurden im Chor Reste alter Wandmalereien aufgedeckt und wieder übermalt. 1964 wurden sie abermals freigelegt und ergänzend restauriert. Die aus der Mitte des 13. Jahrhunderts stammenden Malereien stellen Christus in der Mandorla, mit den Evangelistensymbolen als Weltenrichter dar. Die Darstellungen von Heiligenfiguren stammen aus dem 15. Jahrhundert. Ornamentmalereien des Langhausgewölbes zeigen das Soester Schema, wie in Maria zur Höhe, in Kopie von 1907.

## Ausstattung
- Der mittelalterliche, steinerne Altar aus dem 14. Jahrhundert, ist mit einem gemalten Antependium ausgestattet, mit Rauten zwischen rahmenden Säulen mit Spiralbändern geschmückt.
- Der Altaraufsatz mit einem geschnitzten Relief, das letzte Abendmahl darstellend, stammt von 1720. Der bemalte Altarsockel stammt aus der Gründerzeit der Kirche.
- Ein spätgotisches Sakramentshäuschen aus Eichenholz, mit Schnitzereien
- Ein Taufbecken aus gefasstem Eichenholz und einer geschnitzten Säule stammt von Anfang des 18. Jahrhunderts. Der Deckel ist mit einer Taube, als Symbol des heiligen Geistes gekrönt.

## Orgel
Die Orgelempore ist von 1662, sie ist mit Flachschnitzereien versehen und trägt eine griechische Inschrift, die übersetzt lautet: Die Zierde des Heiligtums und Tempels Gottes. Auf den oberen Leisten der Empore stehen die Stifternamen.
Von 1768 stammt das barocke Orgelgehäuse. Ein Vertrag zwischen der Evangelisch-lutherischen Gemeinde Ohle und Johann Henrich Kleine vom 4. Juni 1766 regelte den Neubau einer Orgel, welche 1768 fertiggestellt wurde. Der Orgelbauer aus Freckhausen im Oberbergischen Land (damals auch Herzogtum Berg) baute u. a. die Orgel der Lutherkirche Altena. Für 280 Reichstaler lieferte Kleine eine Orgel mit 8 Registern. Die Disposition von 1768 lautete:
| Manual |                |      |
| 1.     | Gedac          | 8′   |
| 2.     | Principal      | 4′   |
| 3.     | Violdegamba    | 4′   |
| 4.     | Octava         | 2′   |
| 5.     | Sesquialter II | 3′   |
| 6.     | Mixtur III     | 1′   |
| 7.     | Cornetti III D | 5⁄4′ |
| 8.     | Trompette      | 8′   |

## Außenbereich
Im Außenbereich wurde 1954 ein von Arno Breker geschaffenes Mahnmal eingeweiht. Es erinnert an die Opfer der Kriege. Inschrift:  Ruhm ward' dem Krieger genug und Jauchzen und grünender Lorbeer. Tränen, von Müttern geweint, schufen dies' steinerne Bild.

## Glocken
Dem Hl. Mauritius wurde die größte Glocke geweiht. Diese trägt die Inschrift: scs mauritius byn ych genant - wan ych rope so comet to hant - ano dmi (1483). Die Glocke wird seit 1963 nur noch als Schlagglocke für die sieben Bitten des Vater Unser benutzt.